# Fosfórico Español
Fosfórico Español, S.A. (FESA) fue una empresa española del sector químico cuya actividad se centraba en la elaboración y distribución de ácido fosfórico. Tuvo su principal núcleo de producción en Huelva, dentro del Polo Químico, donde también elaboraba ácido sulfúrico, fosfato amónico, etc.

## Historia
La empresa Fosfórico Español se constituyó en la década de 1960 con el objetivo de producir ácido fosfórico como materia prima con la que posteriormente elaborar abonos nitrogenados. Se estableció en el Polo Químico de Huelva, donde con los años llegó a poseer diversas plantas para la producción de ácido fosfórico, ácido sulfúrico, ácido fluosilicílico, fosfato amónico, fosfato bioamónico, etc. A partir del año 1973, fecha en que Fosfórico Español inició su actividad, esta empezó a absorber la producción de piritas de la provincia de Huelva, sobre todo la que procedía de las minas de Riotinto y Tharsis. A finales de 1983 se puso en funcionamiento otra planta en Huelva con el objetivo de producir ácido superfosfórico, producto que iba destinado mayoritariamente a la Unión Soviética.
A lo largo de su historia la empresa tuvo varios cambios en su accionariado, llegando a estar controlada por los grupos Unión Explosivos Río Tinto y Cros al 50%, respectivamente. En 1989, dentro del proceso de reconversión que atravesó la industria química española, Fosfórico Español se fusionó con la Empresa Nacional de Fertilizantes (ENFERSA) y dio lugar a la nueva Fesa-Enfersa.